# 밀월도 가는 길
"밀월도 가는 길"은 2012년에 개봉한 대한민국의 영화이다.

## 캐스팅
- 문정웅 : 동조 역
- 신재승 : 어린 기정 / 주노 역
- 김창환 : 어린 동조 / 덕우 역
- 허준석 : 재혼 역
- 이덕화 : 어린 재호 역
- 최보광 : 유진 역
- 김민경 : 어린 유진 / 은하 역
- 김태윤 : 종혁 역
- 문현진 : 문학평론가 역
- 장문규 : 양복사내 역
- 백현우 : 유곤 역
- 유정호 : 병수 역
- 윤정선 : 민정 역
- 정희태 : 유실물센터직원 역
- 노지호 : 전철승무원 역
- 오희준 : 종혁무리 역
- 이승현 : 종혁무리 역
- 홍재협 : 종혁무리 역
- 류형기 : 신춘문예수상자 역
- 선지연 : 신춘문예수상자 역
- 소상민 : 신춘문예수상자 역
- 신연숙 : 분식점 주인 역
- 최진호 : 분식점학생 역
- 백승훈 : 분식점학생 역